# Acide heptatriacontylique
L'acide heptatriacontylique ou acide heptatriacontanoïque (nom systématique) est un acide gras saturé à très longue chaîne (C37:0) de formule semi-développée CH3(CH2)35COOH.

## Synthèse
Le brevet américain 5502226  contient une méthode pour la préparation d'acides  ω-hydroxyle incluant aussi celle de l'acide 37-hydroxy-heptatriacontanoïque. Une réaction classique de celui-ci avec un chlorure d'acyle  comme le chlorure de tosyle dans la pyridine fournit quantitativement le dérivé tosylate de l'acide heptatriacontanoïque hydroxylé qui est ensuite facilement réduit par
LiAlH4, permet d'obtenir finalement l'acide heptatriacontanoïque.

## Occurrence naturelle
Cet acide gras est présent dans Abelmoschus manihot et Alpinia nigra. Il a été aussi mis en évidence dans le zooplancton.